# Balinka (Sztabin)
Balinka ist ein Dorf und eins von 39 Schulzenämtern der Gemeinde Sztabin im Powiat Augustowski der Woiwodschaft Podlachien, Polen. 
Vom Bahnhof des Ortes fahren täglich bis zu drei Dieseltriebwagen nach Suwałki sowie über Sokółka nach Białystok.
Bis 1795 gehörte der Ort zum Großfürstentum Litauen. Von 1975 bis 1998 gehörte das Dorf zur Woiwodschaft Suwałki.

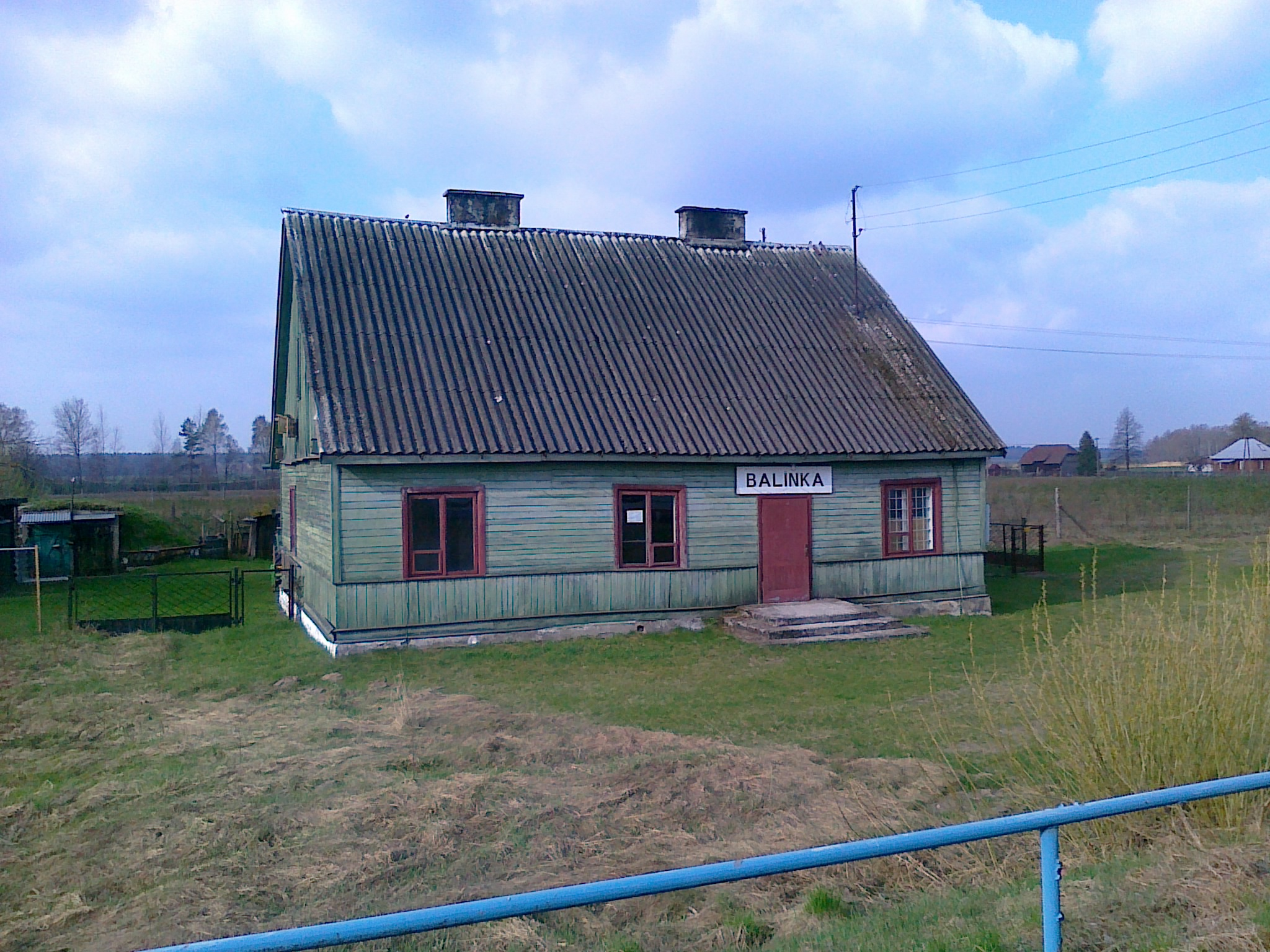
Der Bahnhof Balinka